# Axonopus fissifolius
Axonopus fissifolius är en gräsart som först beskrevs av Giuseppe Raddi, och fick sitt nu gällande namn av João Geraldo Kuhlmann. Axonopus fissifolius ingår i släktet Axonopus och familjen gräs. Inga underarter finns listade i Catalogue of Life.

## Bildgalleri

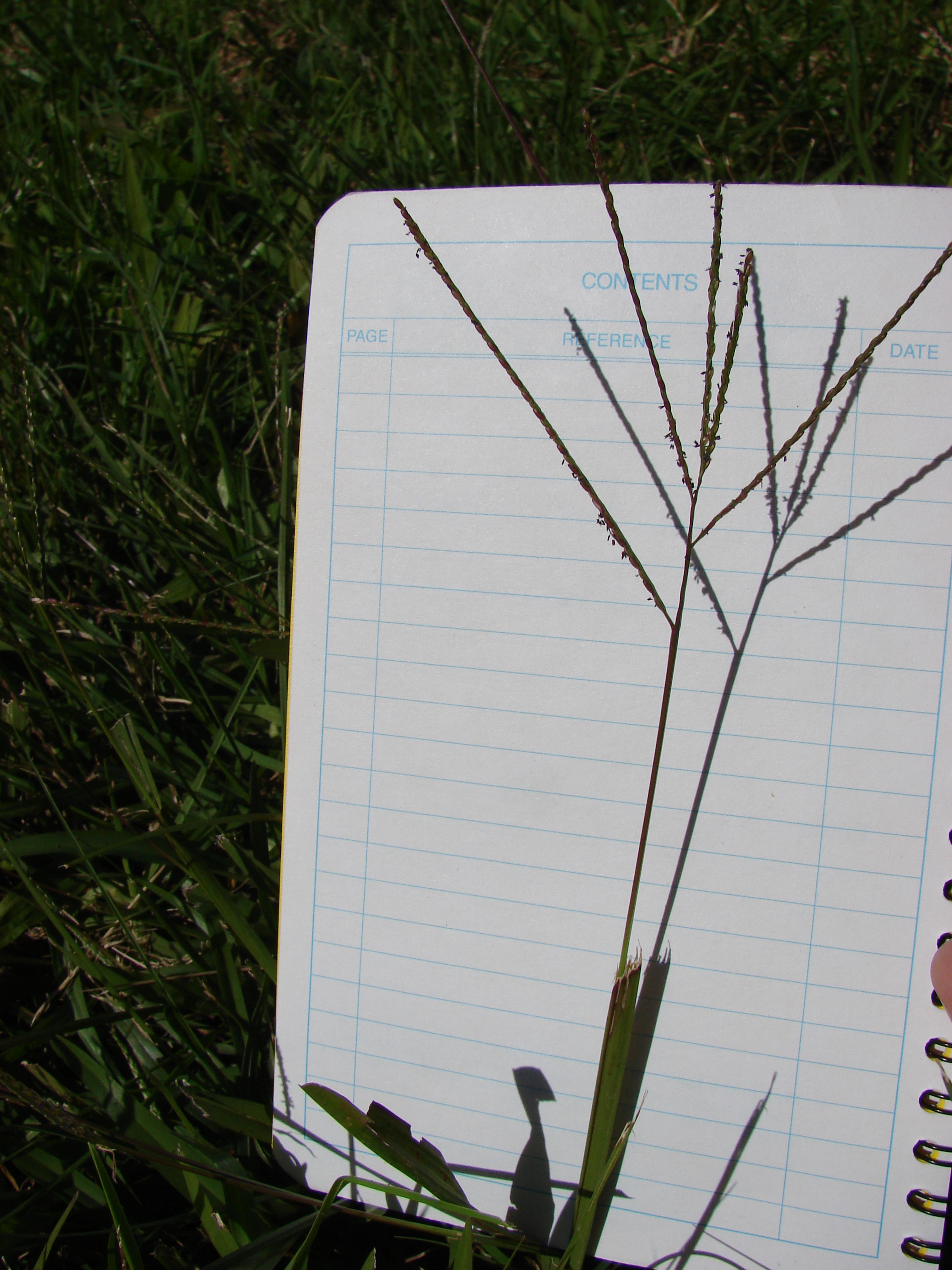
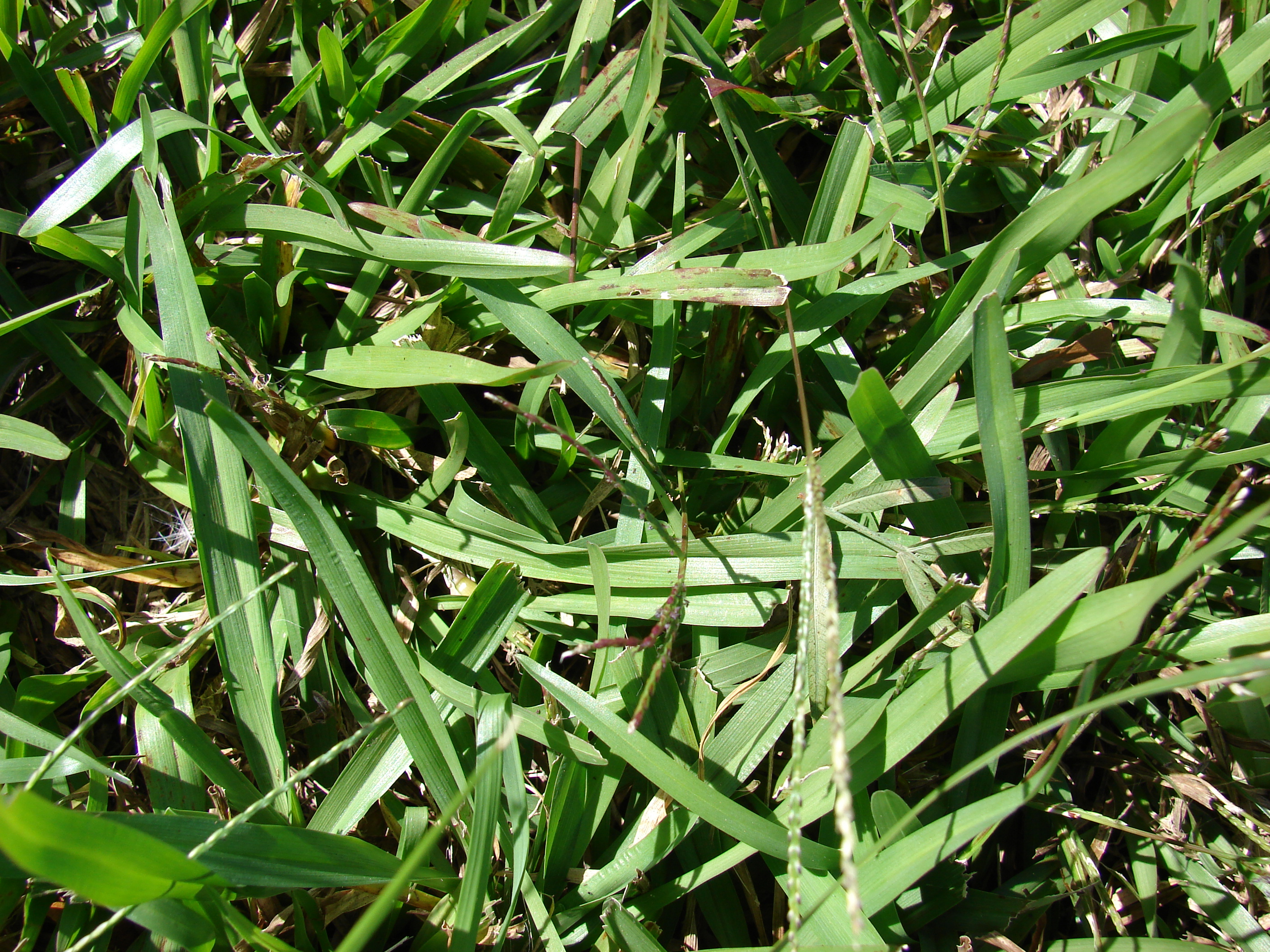
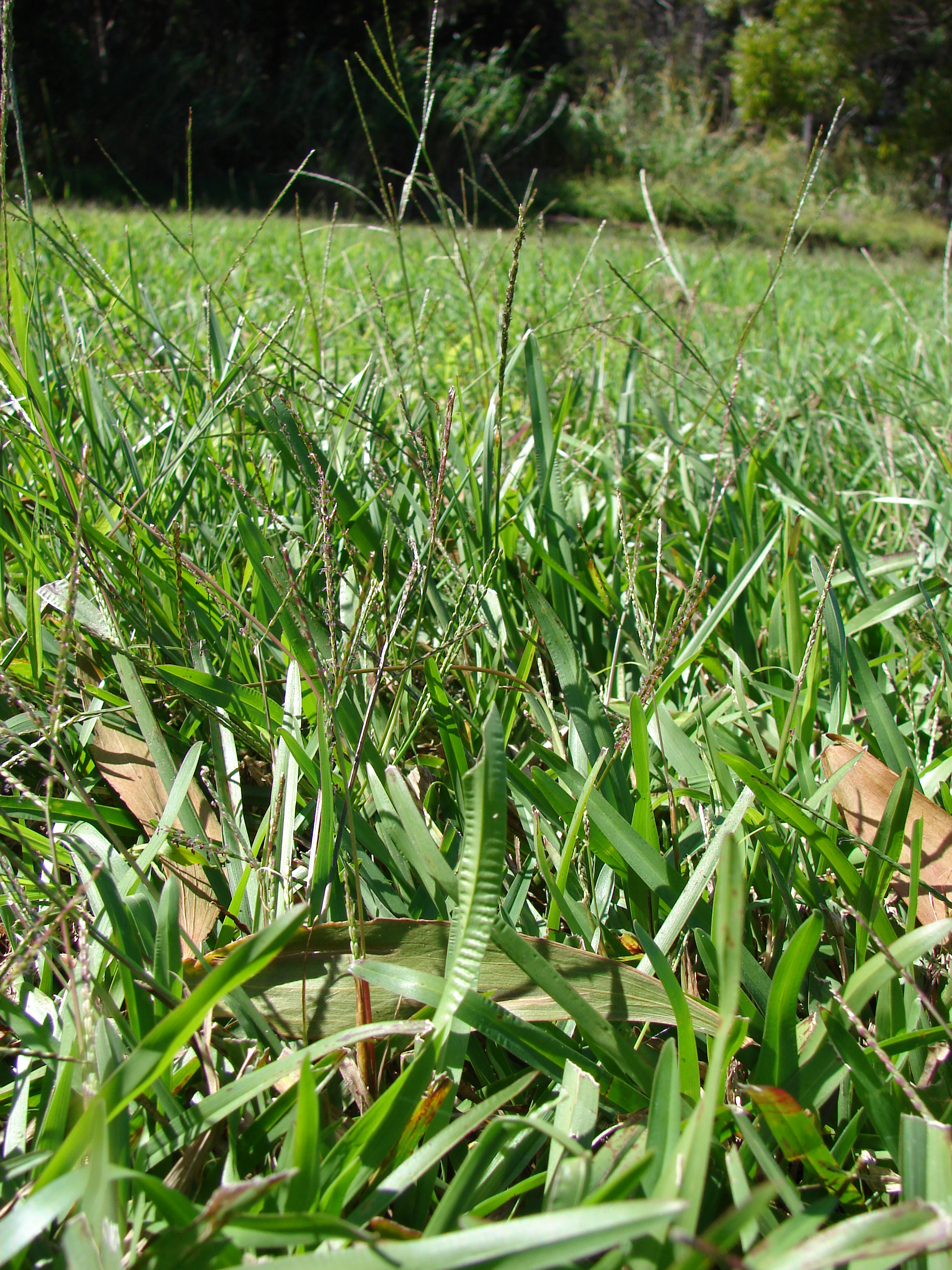